# Tillandsia calochlamys
Tillandsia calochlamys är en gräsväxtart som beskrevs av Renate Ehlers och Lieselotte Hromadnik. Tillandsia calochlamys ingår i släktet Tillandsia och familjen Bromeliaceae. Inga underarter finns listade i Catalogue of Life.